# Kościół św. Bartłomieja Apostoła w Biskupicach Ołobocznych
Kościół świętego Bartłomieja Apostoła – rzymskokatolicki kościół parafialny należący do parafii pod tym samym wezwaniem (dekanat Ołobok diecezji kaliskiej).
Jest to świątynia wzniesiona w 1726 roku. Wybudowana została dzięki staraniom proboszcza Marcina Romieńskiego. W latach 1919–24 została przedłużona nawa, a także zostały dobudowane transept i wieża. Zostały odrestaurowane wówczas dekoracja i stolarka rzeźbiarska. Kościół został odnowiony w 2005 roku.
Budowla jest drewniana, jednonawowa, posiada konstrukcję zrębową. Świątynia jest orientowana, wybudowano ją na planie krzyża łacińskiego. Dwie kaplice są umieszczone symetrycznie po bokach nawy i tworzą pozorny transept, zamknięte są prostokątnie i mają kalenice niższe od nawy głównej. Prezbiterium jest mniejsze w stosunku do nawy, zamknięte jest trójbocznie, z boku znajduje się piętrowa zakrystia. Druga kruchta jest umieszczona z boku nawy i jest poprzedzona podcieniem, nakryta jest dachem namiotowym i zwieńcza ją wieżyczka z latarnią. Od frontu znajduje się wieża kwadratowa z kruchtą w przyziemiu. Jest ona zwieńczona gontowym cebulastym dachem hełmowym z latarnią. Świątynię nakrywa dach dwukalenicowy, pokryty gontem, na dachu znajduje się drewniana wieżyczka na sygnaturkę. Jest ona zwieńczona gontowym dachem hełmowym z latarnią. We wnętrzu nawa nakryta jest stropem belkowanym, prezbiterium nakryte jest sklepieniem pozornym, ośmiobocznym z kasetonami. Chór muzyczny jest podparty dwoma ozdobnymi słupami i charakteryzuje się wystawionym parapetem w części środkowej, znajduje się na nim prospekt organowy. Belka tęczowa jest ozdobiona barokowymi rzeźbami Grupy Pasyjnej z 1 połowy XVIII wieku. Ołtarz główny w stylu barokowym powstał w 1 połowie XVIII wieku. W ołtarzu bocznym wykonanym w 2 połowie XVIII wieku znajduje się rzeźba Świętego Antoniego z 1919 roku, dłuta Marcina Rożka.

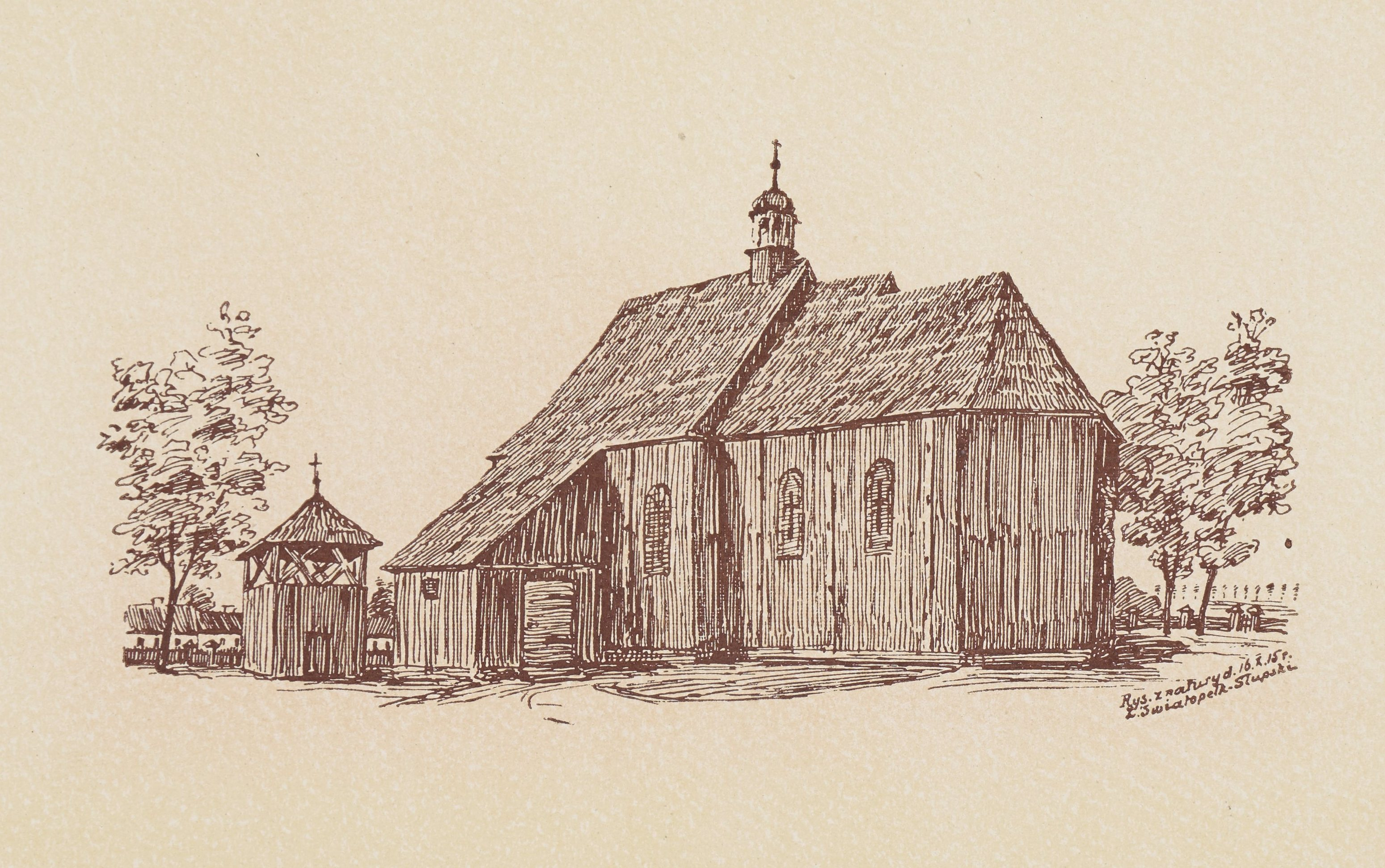
Kościół – 1916 rok